# François Woukoache
François L. Woukoache est un réalisateur belgo-camerounais né en 1966 à Yaoundé.

## Biographie

### Enfance et études
François L. Woukoache naît à Yaoundé en 1966. Ses parents ont neuf enfants. Après des études secondaires au Cameroun, il suit des études supérieures scientifiques.
François L. Woukoache a fait ses études à l'Institut national supérieur des arts du spectacle de Bruxelles (INSAS).

## Œuvre
Cinéaste engagé, auteur de plus d'une vingtaine de films (fictions et documentaires), d'une série de contes pour enfants et de plusieurs émissions télévisées, il s'interroge dans ses premiers films sur le rôle du cinéma en Afrique. En 1991, il réalise son premier film, Melina, un documentaire tourné au Cameroun.
En 1995, il réalise Asientos, un documentaire sur la traite des esclaves, un film sur la mémoire et la culpabilité dans lequel il revendique la spécificité d'un regard africain. Après un court métrage de fiction, La fumée dans les yeux, tourné en 1997 à Bruxelles,  François L. Woukoache réalise le long métrage Fragments de vie en 1998 au Cameroun. Dans ce film, il met en scène une Afrique urbaine et bruyante, celle des bars et des boîtes de nuit d'une ville d’Afrique équatoriale. La même année, il tourne Nous ne sommes plus morts sur la vie après le génocide au Rwanda.
Depuis 1998, François L. Woukoache est engagé dans un travail de formation et de productions audiovisuelles au Rwanda. Il a été enseignant à l'école de journalisme et de communication de l'université nationale du Rwanda, où il a supervisé la réalisation des deux premiers courts métrages de fiction du pays en 1999 : Kiberinka et Entre deux mondes. Le réalisateur camerounais a aussi mis en place un Fonds documentaire audiovisuel sur la mémoire du génocide  qui sert à un travail de sensibilisation à la réconciliation et au respect des droits humains dans les communautés à travers le pays. Entre 2003 et 2005, il a conçu et coordonné le projet Igicucu n'Urumuri (« L'ombre et la lumière »), une initiation au cinéma dans les écoles du Rwanda.
En 2009, il réalise La dame du 4e étage, un court métrage de fiction adapté d'une nouvelle de Gertrude Obinong et un moyen métrage de fiction Kongossa à partir de plusieurs nouvelles du même auteur.
Entre 2013 et 2016, François L. Woukoache coordonne le projet Faces of life qui forme les femmes rwandaises issues des milieux défavorisés à l'utilisation des arts visuels comme moyen d'expression critique et de transformation sociale.
Son dernier film, Ntarabana, long métrage documentaire, s'inscrit dans la continuité du travail qu'il mène au Rwanda depuis plus de quinze ans et vient clore un triptyque sur le Rwanda post 1994 : Nous ne sommes plus morts, Icyizere, Ntarabana.

## Filmographie

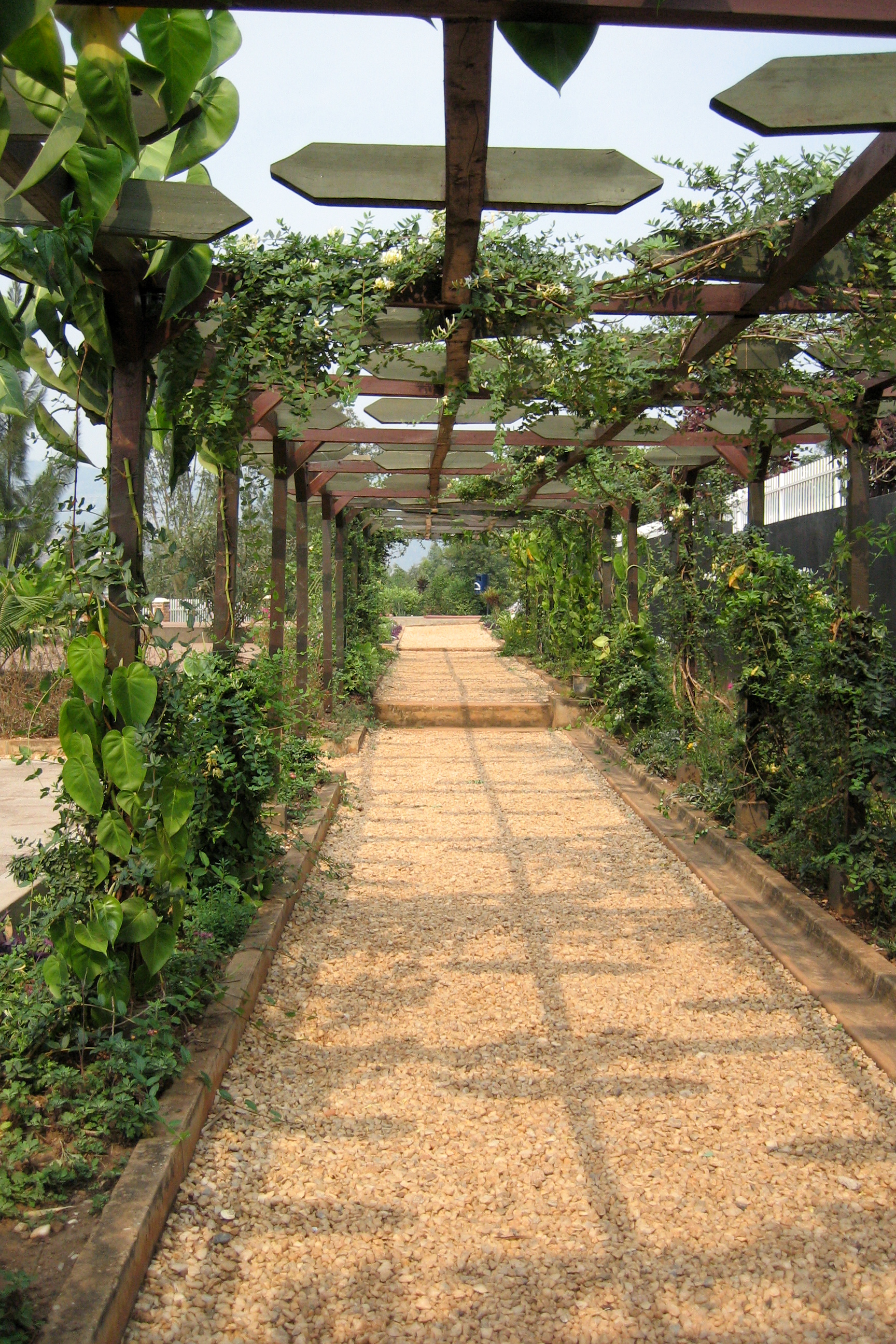
Mémorial du génocide à Kigali

- 1992 : Melina, documentaire, 52 min[6]
- 1995 : Asientos, documentaire, 52 min
- 1997 : La fumée dans les yeux, fiction, 20 min
- 1998 : Fragments de vie, fiction, 87 min[7]
- 2000 : Nous ne sommes plus morts, documentaire de création, 126 min[8]
- 2001 : Ibitekerezo by' Abana, fiction, série de contes pour enfants 8 × 13 min
- 2004 : Humura, documentaire, 26 min
- 2004 : Témoignage de Astérie, rescapée du génocide de 1994, documentaire, 15 min
- 2006 : Icyizere, l'espoir, documentaire, 3 × 52 min
- 2007 : Iryo Nabonye tour in prisons, documentaire, 25 min
- 2007 : Ubuzima bw'umugore fiction, 30 min
- 2009 : Reconciliation in Rwanda, documentaire, 25 min coproduit par la Commission nationale pour l'unité et la réconciliation du Rwanda
- 2009 : La dame du 4e étage, court-métrage de fiction, 20 min
- 2009 : Kongossa, fiction, 52 min
- 2010 : A journey with King faisal Hospital, Kigali, série documentaire, 48 × 15 min
- 2016 : Ntarabana

## Distinctions
- Pour Ntarabana
  - Festival Écrans Noirs (Juillet 2018) : Prix du meilleur documentaire Afrique centrale

- Pour Nous ne sommes plus morts

- - Zanzibar International Film Festival (Juillet 2001) : Prix du meilleur montage et Mention Spéciale du Jury

- Pour Asientos
  - Festival Cinema Africano de Milan (Mars 1996) : Premio Agip (Meilleur court métrage)
  - Festival Cinema Africano de Milan (Mars 1996): Prix C.M.D. - Écrans d'Afrique (prix de la critique)
  - Rencontres Nord-Sud de Télévision de Genève (Mai 1996) : Mention Spéciale du Jury
  - Black film & video network (Août 1996) : award of recognition
  - Prix du meilleur film documentaire au FESPACO - Ouagadougou (1997)
  - Festival International du Film d'Amiens (Novembre 1997): Prix A.C.C.T. et Mention Spéciale du Jury

- Pour Melina
  - Prix Kodak-Jane Gueronnet au 12e Bilan du Film Ethnographique de Paris (mars 1993)[9] ;